# 초피나무
초피나무(학명: Zanthoxylum piperitum, 문화어: 조피나무)는 운향과에 속하는 식물이다. 조피나무·천초(川椒)라고도 하며 지역에 따라 제피·젠피 등으로도 부른다. 익은 열매를 말려서 껍질만 분리하여 갈아서 향신료로 쓴다. 한국 음식에서는 추어탕 · 매운탕 등에 쓰인다.

## 분포
동아시아 원산으로 중국에서는 헤이룽장성에서 광시 좡족 자치구까지 넓게 분포한다. 또한 허베이성, 산서성, 섬서성, 감숙성, 허난성 등이 주산지이다.
한반도에서는 함경북도를 제외한 전국 산야에 자생한다.

## 특징
개화기는 한여름에서 초가을에 핀다. 잎은 11(21)개의 소엽으로 어긋나게 달리며 가장자리에 4~7개의 파상형 톱니가 있다. 줄기에 가시가 마주 본 채 난다.

## 역사
중국에서 가장 오래된 유의어 사전인 《이아》의 석목(釋木 第十四)에는 훼(檓), 대초(大椒) 등으로 기록되어 있다.
《본초강목》의 과부(果部)에는 진(秦, 친링산맥)에서 초피나무라는 각주가 있어, 진초(秦椒), 촉초(蜀椒)라고 싣고 있다. 전자의 다른 이름으로 대초(大椒), 파초(巴椒), 천초(川椒), 남초(南椒), 한초(漢椒)라는 말이 있고, 모두 생산지를 조합한 단어이다. 열매의 크기와 색에 의해서, 대초(大椒)는 대홍포(大紅袍), 사자두(獅子頭), 황색의 소초(小椒)는 소황금(小黄金)으로 나뉜다. 열매의 채집 시기에 따라서 가을에 딴 것을 추초(秋椒), 여름에 딴 것을 복초(伏椒) 등으로 구분한다.
《동의보감》에는 목부(木部)에서 초목(椒木), 초엽(椒葉), 촉초(蜀椒), 초피나무를 초목, 초피나무 잎을 초엽, 초피를 촉초라고 표기하고 있다. 《동의보감》에서는 초피를 "촉초(蜀椒)"로, 산초를 "진초(秦椒)" 표기해 구분하는데, 그러나 현대 중국어에서 진초(秦椒)는 아니라 고추나 화자오를 일컫는 말이다. 《동의보감》은 촉초의 성질에 대해서 다음과 같이 기술하고 있다.
| “ | 맵고, 독이 있으며, 속을 따뜻하게 하며 피부에 죽은 살, 한습비로 아픈 것을 낫게 한다. 또한 한랭기운을 없애며 귀주, 고독(蠱毒)을 낫게 하며, 벌레독이나 생선독을 없애며 치통을 멈추고 성기능을 높이며 음낭에서 땀나는 것을 멈춘다. 허리와 무릎을 덥게 하며 오줌횟수를 줄이고 기를 내려가게 한다고 기술하고 있다. | ” |

《조선왕조실록》에는 초피와 잎으로 고기를 잡은 기록이 두번에 걸쳐 나오는데. 《세종실록》 22권에 나오는 박전의 상소문에는 다음과 같은 내용이 있다.
| “ | 무식한 무리들이 가뭄이 드는 농사철에 초피(椒皮)와 초엽(椒葉)을 절구에 찧어 냇물에 풀어서 수족(水族)을 다 죽이니, 식자(識者)들이 마음 아파하는 바입니다. 하물며 하늘의 만물을 생육하는 어진 마음으로 보면 그 잔인함이 어떠하겠습니까? | ” |

동일한 내용이 《세조실록》에도 등장한다.
| “ | 지리산 아래 7, 8 고을에서는 약을 뿌려 냇가에서 고기를 잡는 것 같은 따위이다. 별말 아닌 것 같지만, 그 실상은 큰 일이니, 바로 여름철을 당하여 백성들로 하여금 산에 올라가서 초피(椒皮)의 껍질을 벗겨 내어서 가루를 만들어 냇물에 뿌려 (고기를 잡는) 것이 어찌 나라에 이바지하는 일이겠는가? | ” |

## 쓰임새
한국에서는 추어탕이나 매운탕과 같은 어탕에서 비린내를 없애기 위해 초피나무의 열매 껍질을 사용한다. 익은 열매를 말려서 껍질만 분리하여 갈아서 향신료로 쓴다. 이것을 사용하는 한국 음식 중 가장 대표적인 음식이 추어탕, 매운탕 등이다.

## 비슷한 식물
초피나무(Z. piperitum)는 산초나무(Z. schinifolium)와 열매가 비슷하여 혼동하는 경우가 있으나 서로 다른 식물이다. 일본에서 초피를 "산쇼(山椒, 한국 한자음: 산초)"라 불러 헷갈리기도 한다. "쓰촨 페퍼(Sichuan pepper)"라고도 불리는 화자오는 중국의 쓰촨 요리에서 얼얼한 맛을 내는 데 쓰이는데, 이것을 "산자오(山椒, 한국 한자음: 산초)"라 일컫기도 한다. 역시 초피와는 다르다.

## 사진 갤러리

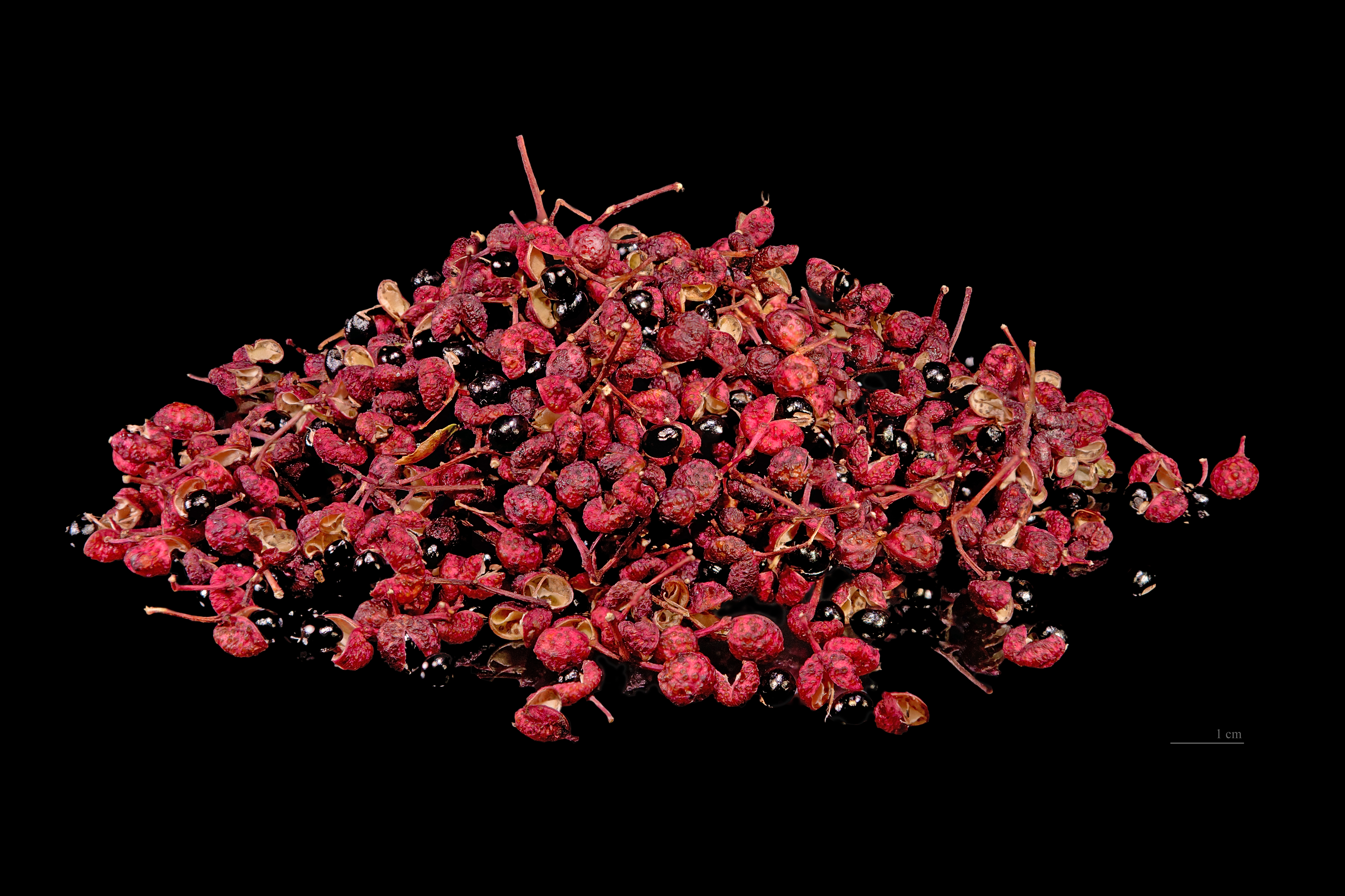
초피나무의 열매의 껍질과 씨를 분리한 모습.

## 같이 보기
- 산초
- 화자오